# 刘清泰
劉清泰（？—1665年），初名劉朝卿，號蓉舫，原籍遼陽，後入漢軍正紅旗，清初政治人物。

## 生平
以诸生归附清太宗，賜名清泰，崇德六年，試一等，入內院辦事。
順治二年（1645年）三月，授任内弘文院学士，充《明史》纂修副总裁，六年充《清太宗实录》纂修副总裁。九年充會試副考官，试後教习庶吉士。九月授兵部右侍郎、兼都察院右副都御史、总督浙闽等处地方军务、兼理粮饷，往福建招抚郑成功。十一年以病乞假，還駐杭州。左都御史龔鼎孳疏劾其与平南將軍金礪不能同心合力，致使鄭成功攻陷漳州、泉州，坐奪官。聖祖即位，起秘書院學士，授河南總督。康熙三年（1664年），以上報開墾荒地萬餘頃，加兵部尚書銜。四年，因病致仕，不久去世。